# Protapanteles flavicoxis
Protapanteles flavicoxis är en stekelart som först beskrevs av Marsh 1979.  Protapanteles flavicoxis ingår i släktet Protapanteles och familjen bracksteklar. Inga underarter finns listade i Catalogue of Life.